# 周期的境界条件
周期的境界条件（しゅうきてききょうかいじょうけん、英語: periodic boundary condition, PBC）は、境界条件の一つ。周期境界条件とも言う。

## 1次元の場合
1次元の場合、定義域の幅{\displaystyle L}の関数{\displaystyle f}が周期的境界条件を持っているならば、
{\displaystyle f(x)=f(x+L)}
である。

### 結晶の例
周期的境界条件はしばしば並進対称性をもつ系を考察する場合に用いられる。
例えば単位胞の大きさが{\displaystyle a}、系の大きさが{\displaystyle L}である1次元の結晶を考える場合に、波動関数{\displaystyle \Psi }に対して次のような境界条件が課せられる。
{\displaystyle \Psi (x)=\Psi (x+L)}
この時{\displaystyle L}は{\displaystyle a}の整数倍で無くてはならない。これをボルン=フォン・カルマン境界条件という。
{\displaystyle L=na\quad (n=1,2,\dots )}
周期的境界条件を課すことで、波動関数を{\displaystyle L}の間で自乗可積分にすることができるため規格化できるようになることがある。
このような人工的な境界条件の設定は表面での関数に対する拘束が、考察の対象である関数の大域的な性質に寄与しないであろうと考えられる場合によく用いられる。
そのような仮定は{\displaystyle L\rightarrow \infty }の極限の考察と組み合わせられることが多い。

## N次元の場合
一般の次元Nに対しては、線形独立なN個のベクトル{\displaystyle {\boldsymbol {L}}_{1},{\boldsymbol {L}}_{2},\dots ,{\boldsymbol {L}}_{N}}を用いて、
{\displaystyle {\boldsymbol {L}}_{1},{\boldsymbol {L}}_{2},\dots ,{\boldsymbol {L}}_{N}}がなす胞を定義域とする関数{\displaystyle g({\boldsymbol {x}})}に対する周期境界条件は
{\displaystyle g({\boldsymbol {x}})=g({\boldsymbol {x}}+{\boldsymbol {L}}_{1})=g({\boldsymbol {x}}+{\boldsymbol {L}}_{2})=\dotsb =g({\boldsymbol {x}}+{\boldsymbol {L}}_{N})}
のように表される。
この場合も基本並進ベクトルを{\displaystyle {\boldsymbol {a}}_{1},{\boldsymbol {a}}_{2},\dots ,{\boldsymbol {a}}_{N}}もつ結晶を考えるのであれば、
{\displaystyle {\boldsymbol {L}}_{1},{\boldsymbol {L}}_{2},\dots ,{\boldsymbol {L}}_{N}}がなす胞は
基本並進ベクトルがなす単位胞を敷き詰めることが出来なくてはならない。

## 周期的境界条件が重要な計算手法
- 分子動力学法
- 第一原理バンド計算

## 関連用語
- 並進対称性